# Oxaliplatină
Oxaliplatina (cu denumirea comercială Eloxatin) este un medicament chimioterapic utilizat în tratamentul cancerului colo-rectal. Este adesea utilizat în asociere cu 5-fluorouracil (5-FU) și acid folinic (AF) în cazurile mai complicate:
- ca tratament adjuvant al neoplasmului de colon de stadiul III, după rezecția completă a tumorii primare
- ca tratament al neoplasmului colo-rectal cu metastaze.

Calea de administrare este intravenoasă.
Oxaliplatina este un compus derivat de platină (IUPAC: (R,R)-1,2-diaminociclohexan(oxalat-O,O) de platină (II) ) și este un inhibitor al replicării ADN-ului. Se află pe lista medicamentelor esențiale ale Organizației Mondiale a Sănătății.